# Clapham Junction (Malta)

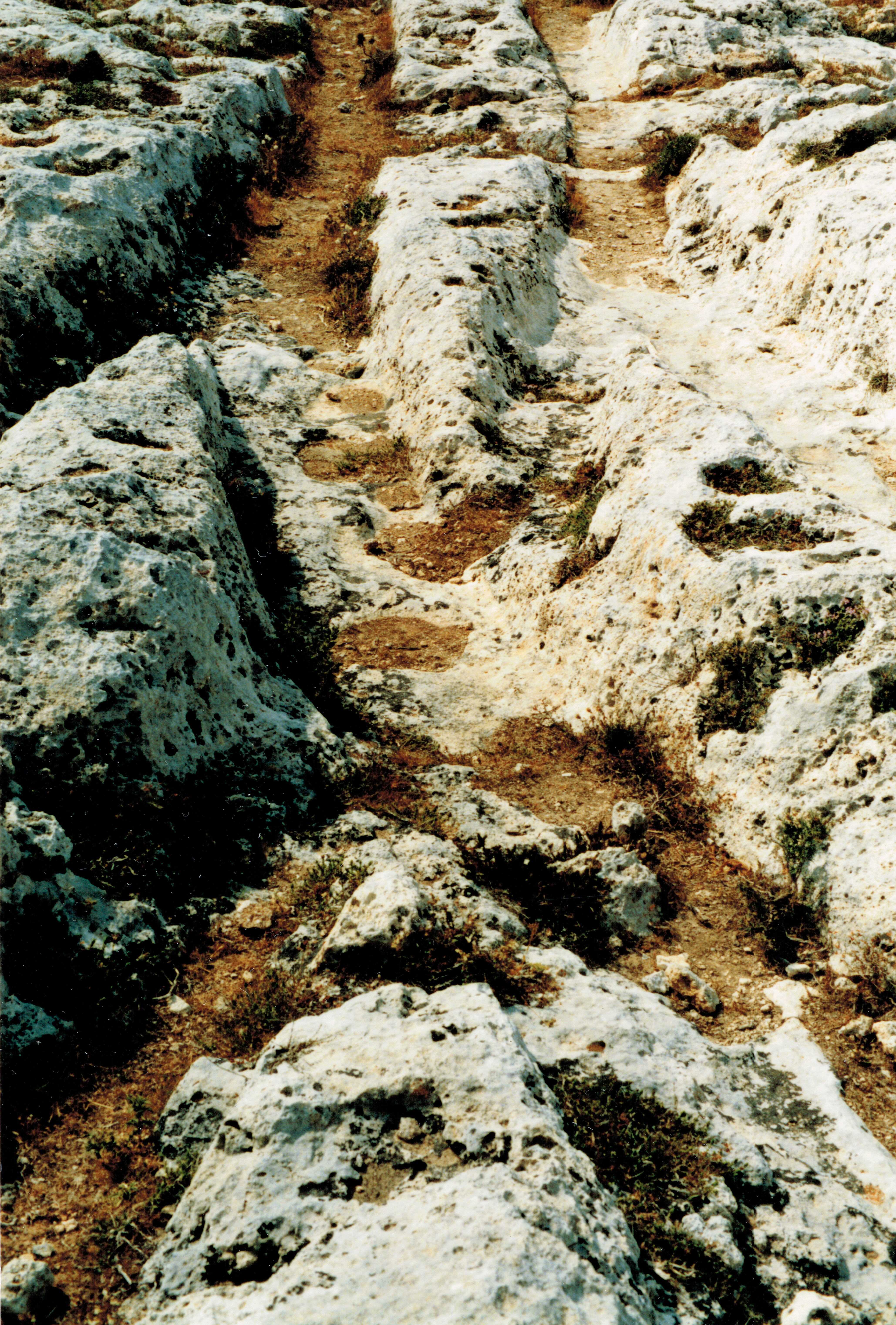
Mehrere sich kreuzende Rillen an der Clapham Junction

Die Clapham Junction (maltesisch: Misraћ Gћar il-Kbir) ist eine Anhäufung prähistorischer Schleifspuren beziehungsweise Rillen (auch bekannt als cart ruts, wörtlich "Wagenfurchen") im Süden der Insel Malta. Die Entstehungsgeschichte dieser Rillen und ihre Bedeutung sind umstritten.
Ihre Bezeichnung verdanken die Anlagen von Clapham Junction einem Engländer, dem Archäologen David H. Trump, der sie erforschte und berichtete, dass er sich bei ihrem Anblick an die Anordnung der Gleise im gleichnamigen Bahnhof in London erinnert fühlte.
Ähnliche parallele Rillen sind auch an anderen Orten auf Malta und Gozo (Il-Bajja tal-Mellieħa, Ras il-Qala, Ta' Blankas, Ta' Cenc) zu finden, insgesamt etwa 31 Fundstellen a); die Anlage von Clapham Junction, die sich bei den Dingli Cliffs im Süden Maltas befindet, ist jedoch die eindrucksvollste. Die ersten bekannten Berichte stammen von Gian Francesco Abela aus dem Jahr 1647.

## Die Rillen
Im Allgemeinen wird heute angenommen, dass sie zu Beginn des 2. Jahrtausends v. Chr. entstanden, d. h. während der Bronzezeit, deren Beginn auf Malta mit einer Wiederbesiedlung der 500 Jahre zuvor verlassenen Inseln zusammenfällt, wie der auf maltesische Frühgeschichte spezialisierte Archäologe David Trump behauptet.
Da manche Schleifspuren von phönizischen Grabschächten unterbrochen sind, ist ihre Entstehung nach Beginn der phönizischen Besiedlung um 800 v. Chr. unwahrscheinlich. Zusammen mit den megalithischen Tempeln auf dem Archipel gehören sie zu den noch unvollständig erforschten archäologischen Bodendenkmälern aus der Frühgeschichte Maltas.
Die stets paarweise in den Kalkstein eingearbeiteten Spuren, die sich in Clapham Junction auf einem Gelände von etwa 8 Hektar befinden, sind bis zu 60 cm tief und haben einen Abstand von bis zu 140 cm. Die an Gleise erinnernden Rillen kreuzen sich zuweilen, einige verzweigen sich oder bilden „Weichen“, was den Eindruck von Bahngleisen verstärkt.

## Deutung
Da es an einer naheliegenden Erklärung für den Zweck der „Gleise“ fehlt, haben sich eine Reihe von Theorien herausgebildet. Am häufigsten genannt werden die folgenden:
- hier wurden Güter auf Schlitten befördert, welche die Schleifspuren im Stein verursachten
- es handelt sich um in den Untergrund eingearbeitete Gleise für Karren, in denen Güter befördert wurden
- es handelt sich um ein Bewässerungssystem.

### Schlitten- oder Karrengleise
Gegen die Theorie der von Schlitten erzeugten Schleifspuren wird folgendermaßen argumentiert:
Um die tiefen Schleifspuren zu erzeugen, hätten die Schlitten mit schweren Gütern beladen sein müssen. Um solche Schlitten zu bewegen, wäre entsprechend viel Kraft aufzuwenden gewesen. Die geringe Besiedlungsdichte Maltas zur damaligen Zeit und somit das Fehlen von Arbeitskräften spricht dem entgegen. Ein Karren andererseits hätte Räder von mindestens etwa 1,4 m Durchmesser haben müssen (unabhängig davon was darauf befördert wird) und hätte somit dem Kurvenradius der tiefen Rillen nicht folgen können.
Eine Variante dieser Theorie nimmt an, dass das Beförderungsmittel dazu diente, große Kalksteinblöcke zu den Baustellen der megalithischen Tempel zu bringen. Allerdings hat auch diese Theorie Makel:
Die Schleifspuren sind zwar an zahllosen Stellen der Insel zu finden, nur nicht in der Nähe von Tempelanlagen. In diesem Zusammenhang wurde nun die Möglichkeit erörtert, die Blöcke seien in den Rillen auf großen, aus Stein gehauenen Kugeln befördert worden; die Berechnungen ergaben jedoch, dass die Kugeln eine solche Last nie hätten tragen können.

### Bewässerungssystem

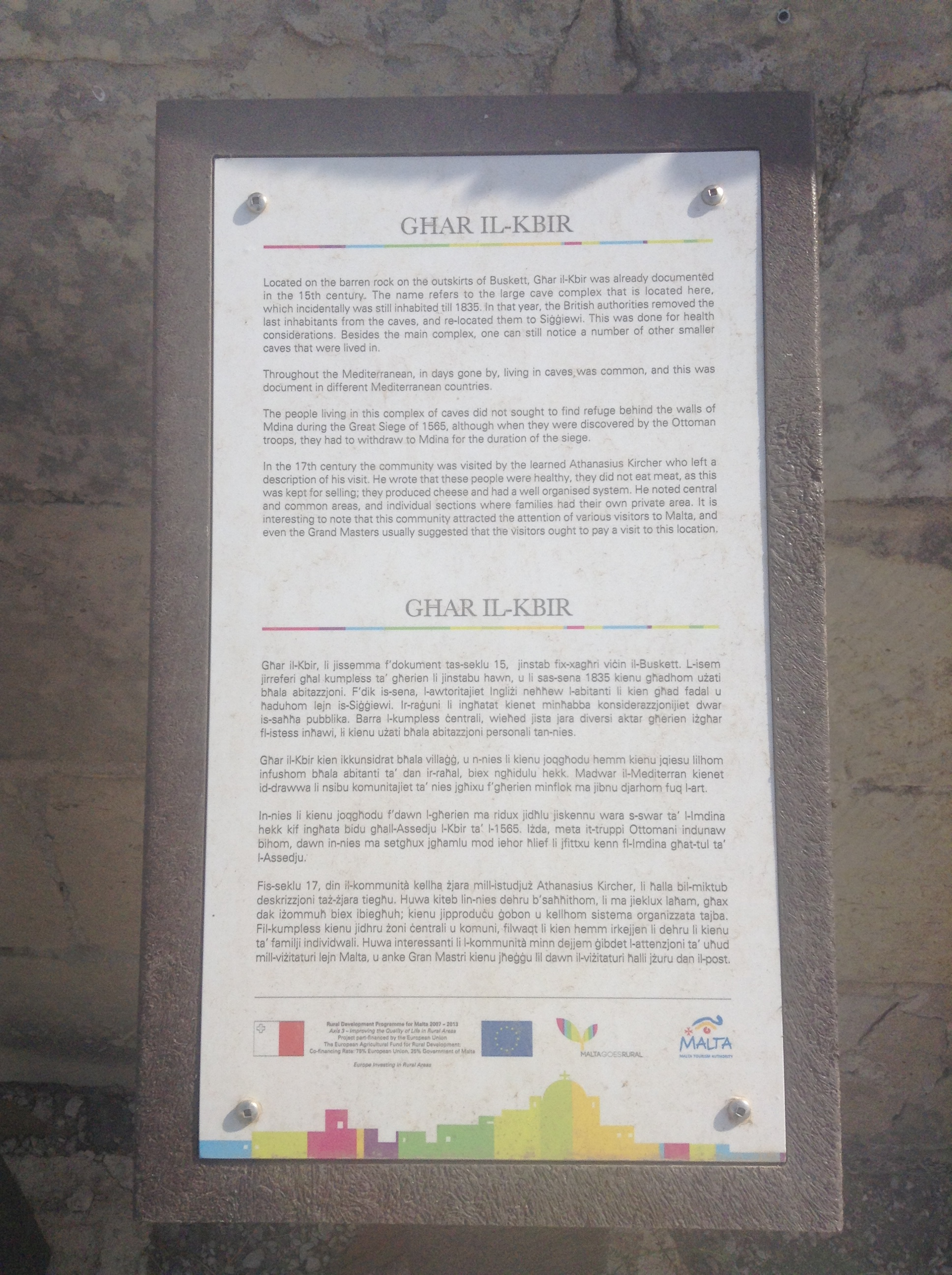
Tafel mit Beschreibung in der Nähe der Schleifspuren

Ein weiterer Erklärungsansatz verweist auf den Umstand, dass der Boden Maltas relativ unfruchtbar ist und an Wasser damals wie heute Mangel herrscht. Mit wachsender Bevölkerungszahl könnte es immer schwieriger geworden sein, die Menschen zu versorgen. Daher könnten umfangreiche Bewässerungsanlagen für die Felder errichtet worden sein. Dem steht entgegen, dass eine weitaus größere Bevölkerung während der Tempelphase keine Wasserversorgung (in dieser Form) benötigte.

### Sonstige Erklärungsversuche
Es gibt noch weitere Erklärungsversuche, zu denen es jeweils gewichtige Gegenargumente gibt. Der maltesische Archäologe Anthony Bonann datiert die Entstehung der Rillen auf das 7. Jahrhundert v. Chr. Ihm zufolge handelte es sich bei den Schleifspuren um Vorrichtungen der Phönizier. Die Menge der Spuren ist jedoch mit dem vergleichsweise geringen Umfang der phönizischen Bautätigkeit auf Malta nicht in Einklang zu bringen.
Ein weiterer Erklärungsansatz bezieht sich auf die Beobachtung, dass die Spuren in den meisten Fällen in Richtung Meer verlaufen. Einige Quellen behaupten sogar, dass die Spuren bis in eine Tiefe von 70 m unter dem Meeresspiegel zu verfolgen seien. Allerdings ist der Kalkstein, der sich unter dem Meeresspiegel befindet, durch Wellengang stark angegriffen, was jeden Nachweis erschwert. Sollten sich die Spuren tatsächlich bis weit unter die heutige Meeresoberfläche verfolgen lassen, würde dies bedeuten, dass die Spuren viel älter sind, da der Meeresspiegel erst seit etwa 5000 v. Chr. auf das heutige Niveau angestiegen ist. Deshalb wurde diese Hypothese von Däniken aufgegriffen, der in den Spuren Start- und Landeplätze außerirdischer Wesen zu erkennen glaubt. Ähnlich spekulativ sind Behauptungen, bei Malta handele es sich um Überreste des sagenhaften Atlantis.